# Greenville (Alabama)
Greenville é uma cidade localizada no estado americano do Alabama, no Condado de Butler.

## Demografia
Segundo o censo americano de 2000, a sua população era de 7228 habitantes.
Em 2006, foi estimada uma população de 7087, um decréscimo de 141 (-2.0%).

## Geografia
De acordo com o United States Census Bureau, a localidade tem uma área de 55,3 km², dos quais 54,8 km² cobertos por terra e 0,5 km² cobertos por água.

## Localidades na vizinhança
O diagrama seguinte representa as localidades num raio de 40 km ao redor de Greenville.